# Seznam strojniških vsebin
Seznam strojniških vsebin podaja vse članke, ki se v Wikipediji nanašajo na strojništvo in nam prvenstveno služi za nadzorovanje sprememb. Naslovi člankov so izpisani z malo začetnico tam kjer je potrebno, drugače pa z veliko. Kakorkoli že, Wikipedijin sistem vse članke samodejno zapiše z veliko začetnico.

## A
aluminijeva zlitina -
aparat -
AutoCAD -
avto -
avtomat -
avtomatska stružnica -
avtomobil -

## B
bainit -
bat -
batni stroj -
bela litina -

## C
CAD -
Catia -
cementit -

## Č
čelna stružnica -
čelno kolo -
črpalka -

## F
ferit -

## G
gred -

## H
HTCVD - 
helikopter -
hladni vlek -

## I
izometrična projekcija -

## J
jeklo -

## K
kaljenje -
karuselna stružnica -
keramika -
klin -
kljunasto merilo -
kolo -
konstrukcijsko jeklo -
kopirna in podstružilna stružnica -
kovica -
Kraut, Bojan -
krhki lom -
kristal -

## L
lamela -
laser -
legura -
letalo -
lezenje -
ležaj -
litina -
livarna -
lom -

## M
martenzit -
material -
materiali z oblikovnim spominom - 
mehanski preizkusi - 
meja plastičnosti -
meja tečenja -
melirana litina -
mikrometer -
mikrostruktura -
monga - 
motor motocikla - 
motor z notranjim zgorevanjem -

## N
navoj -
naprava -
nateg -
natezna trdnost -
natezna vzmet -
nitriranje -
normalizacija -

## O
obdelava s preoblikovanjem -
obdelava z abrazivnim vodnim curkom -
obdelava z laserjem -
obdelava z odrezanjem -
obdelovanec -
orodjar -
orodjarstvo -
orodje -
os -
oslojeni rezalni materiali - 
ostružek -

## P
parni stroj -
pehalni in skobeljni stroji -
pehanje in skobljanje -
perlit -
platiranje -
plinska turbina -
podajalni pritisk -
popuščanje -
površinsko kaljenje -
pregretje -
prekaljivost -
preprosti stroj -
prilagodni vijak -
Pro/ENGINEER -
puša -

## R
raketa -
raketni motor -
raketoplan -
Rant, Zoran -
razteznostni koeficient -
reaktivni motor -
revolverska stružnica -

## S
sklopka -
siva litina -
siva feritna litina -
siva feritno-perlitna litina -
siva perlitna litina -
SolidWorks -
sornik -
strig -
strižna strdnost -
stroj -
strojnica -
strojnik -
strojništvo -
struženje -
stružnica -

## Š
škripec -
škaja -
škarje -

## T
temperatura popuščanja -
tlačna vzmet -
tlak -
toplotni stroj -
trdnost -
trdota -
trdota po Brinellu -
trdota po Rockwellu -
trdota po Shoru -
trdota po Vickersu -
tribologija -

## U
ulitek -
umetne snovi -
Unigraphics -
univerzalna stružnica -
utrjanje kovin -

## V
vijačna vzmet -
vijak -
vitel -
vodna turbina -
vretenjak -
vzmet -
vzvod -

## Z
zagozda -
zatič -
zatični vijak -
zatik -
zatikalnik -
zobato kolo -
zobnik -
zrak -
zračnost -
zrakoplov -

## Ž
železo -
železova litina -
žilavost -